# Microsema telysaria
Microsema telysaria är en fjärilsart som beskrevs av Walker 1860. Microsema telysaria ingår i släktet Microsema och familjen mätare. Inga underarter finns listade i Catalogue of Life.